# Eto wsio ona
Eto wsio ona (ros. Это всё она) – utwór rosyjskiego piosenkarza Siergieja Łazariewa, wydany 17 lipca 2015 roku pod szyldem wytwórni Sony Music. Piosenkę napisali Charlie Mason, Jonas Thander (muzyka) i Lara A’Elija (tekst). 
Oficjalny teledysk do piosenki miał swoją premierę 18 sierpnia 2015 roku w serwisie YouTube. Za reżyserię klipu odpowiada Konstantin Czerepkow. Wideo osiągnęło wynik ponad 76 mln wyświetleń. Singiel dotarł do 10. miejsca krajowej listy przebojów. 
Utwór ukazał się też w anglojęzycznej wersji językowej – „In My Lonely Life”. Teledysk do tej wersji został opublikowany na YouTube na początku października 2015 roku.

## Lista utworów
- Digital download[4]

1. „Eto wsio ona” – 3:45

## Notowania na listach przebojów
| Kraj  | Lista (2015) | Najwyższe miejsce |
| ----- | ------------ | ----------------- |
| Rosja | Top-Hit      | 10                |